# Tần Cơ Vĩ
Tần Cơ Vĩ (giản thể: 秦基伟; phồn thể: 秦基偉; bính âm: Qín Jīwěi; 16 tháng 11 năm 1914 - ngày 2 tháng 2 năm 1997) là một Thượng tướng Quân Giải phóng Nhân dân Trung Quốc, Bộ trưởng Quốc phòng Cộng hòa Nhân dân Trung Hoa và là Ủy viên Bộ Chính trị Đảng Cộng sản Trung Quốc.
Ông được sinh ra trong một gia đình nông dân nghèo ở Hoàng An (nay là Hồng An, Hoàng Cương), tỉnh Hồ Bắc, Trung Quốc.

## Sự nghiệp quân sự
Tần Cơ Vĩ nhập một nhóm du kích Hà Bắc sau thất bại Khởi nghĩa bắt giữ mùa thu, và dành nhiều năm đầu tiên trong quân đội dưới sự lãnh đạo của Từ Hải Đông và Từ Hướng Tiền, và cùng với các tướng Trần Tái Đạo và Hứa Thế Hữu. Sau một loạt các thất bại, đơn vị của ông phục vụ đã được chỉ định lại Sư đoàn 31, Hồng Quân đoàn 11.
Quân đội Mặt trận thứ tư đã tham gia vào Vạn lý Trường chinh như một đơn vị riêng biệt từ lực lượng chính dưới quyền Chu Ân Lai và Mao Trạch Đông. Vào cuối tháng 3, Lữ đoàn phải của Từ Hướng Tiền đã bị đánh tan kỵ binh trong một trận chiến có thể đã diễn ra khác đi nếu Mao Trạch Đông không giao phí cho Trương Quốc Đảo chỉ huy Quân đội Mặt trận thứ tư. Một câu chuyện rằng ông và Hồ Diệu Bang bị bắt trong trận chiến và giam giữ trong một năm hoặc lâu hơn trước khi tìm kiếm một cơ hội để trốn thoát.
Năm 1939, ông là tư lệnh Tiểu quân khu 1 của Quân khu Tấn Ký Dự và vào cuối Chiến tranh Trung-Nhật, ông là Tham mưu trưởng Quân khu Thái Hành. Các đơn vị của ông được tổ chức vào Lữ đoàn 9 năm 1947, và sau đó kết hợp với Lũ đoàn 4 của Trần Canh vào Quân đội số 4 của Tập đoàn quân đội số 2, lãnh đạo của Quân đội này là Đặng Tiểu Bình. Năm 1949, ông chỉ huy Quân đoàn 15 của cụm tập đoàn quân 4.

### Trận đỉnh núi Thượng Cam
Ông đã trở nên nổi tiếng trong Chiến tranh Triều Tiên bằng cách chỉ huy Quân đoàn 15 tại Trận đỉnh núi Thượng Cam, được Trung Quốc coi là một trong những trận quyết định của cuộc chiến.